# Doug Miller
Doug Miller – amerykański muzyk, gitarzysta basowy zespołu Crazy Town w latach 1997 - 2001. Odszedł z zespołu po wydaniu albumu The Gift of Game.

## Dyskografia z zespołem Crazy Town
- The Gift of Game (1999)